# Finlandia na Zimowych Igrzyskach Paraolimpijskich 1976
Finlandię na Zimowych Igrzyskach Paraolimpijskich w 1976 roku reprezentowało 26 zawodników (22 mężczyzn i 4 kobiety) w 1 dyscyplinie (biegach narciarskich). Zdobyli oni łącznie 22 medale (w tym 8 złotych), plasując swój kraj na 3. miejscu w klasyfikacji medalowej.
Był to debiut reprezentacji Finlandii na tej imprezie.

## Medaliści

### Złote Medale
| Zawodnik                                     | Dyscyplina        | Konkurencja                          |
| -------------------------------------------- | ----------------- | ------------------------------------ |
| Pertti Sankilampi                            | Biegi Narciarskie | Bieg na 5 km mężczyzn (I)            |
| Pertti Sankilampi                            | Biegi Narciarskie | Bieg na 10 km mężczyzn (I)           |
| Teuvo Sahi                                   | Biegi Narciarskie | Bieg na 5 km mężczyzn (III)          |
| Teuvo Sahi                                   | Biegi Narciarskie | Bieg na 10 km mężczyzn (III)         |
| Reino Vesander                               | Biegi Narciarskie | Bieg na 5 km mężczyzn (IV B)         |
| Reino Vesander                               | Biegi Narciarskie | Bieg na 10 km mężczyzn (IV B)        |
| Otto Malkki Pertti Sankilampi Kalle Tiusanen | Biegi Narciarskie | Sztafeta 3x5 km mężczyzn (I-II)      |
| Raimo Hiiri Teuvo Sahi Arvo Stahl            | Biegi Narciarskie | Sztafeta 3x10 km mężczyzn (III-IV B) |

### Srebrne Medale
| Zawodnik                                 | Dyscyplina        | Konkurencja                     |
| ---------------------------------------- | ----------------- | ------------------------------- |
| Otto Malkki                              | Biegi Narciarskie | Bieg na 5 km mężczyzn (I)       |
| Otto Malkki                              | Biegi Narciarskie | Bieg na 10 km mężczyzn (I)      |
| Kalle Tiusanen                           | Biegi Narciarskie | Bieg na 5 km mężczyzn (II)      |
| Kalle Tiusanen                           | Biegi Narciarskie | Bieg na 10 km mężczyzn (II)     |
| Aino Turpeinen                           | Biegi Narciarskie | Bieg na 5 km kobiet (III)       |
| Aino Turpeinen                           | Biegi Narciarskie | Bieg na 10 km kobiet (III)      |
| Martti Juntunen Manu Laakso Matti Ojanen | Biegi Narciarskie | Sztafeta 3x10 km mężczyzn (A-B) |

### Brązowe Medale
| Zawodnik                                       | Dyscyplina        | Konkurencja                  |
| ---------------------------------------------- | ----------------- | ---------------------------- |
| Raimo Hiiri                                    | Biegi Narciarskie | Bieg na 10 km mężczyzn (III) |
| Erkki Kukkanen                                 | Biegi Narciarskie | Bieg na 5 km mężczyzn (II)   |
| Erkki Kukkanen                                 | Biegi Narciarskie | Bieg na 10 km mężczyzn (II)  |
| Tauno Seppaenen                                | Biegi Narciarskie | Bieg na 5 km mężczyzn (I)    |
| Tauno Seppaenen                                | Biegi Narciarskie | Bieg na 10 km mężczyzn (I)   |
| Mauno Sulisalo                                 | Biegi Narciarskie | Bieg na 10 km mężczyzn (A)   |
| Ella Kinnunen Sirkka Sulisalo Matleena Talonen | Biegi Narciarskie | Sztafeta 3x5 km kobiet (A-B) |

## Wyniki Reprezentacji

### Biegi narciarskie

#### Osoby z niepełnosprawnością fizyczną
Objaśnienie kategorii:
- I – Osoby z amputacją kończyny dolnej powyżej kolana
- II – Osoby z amputacją kończyny dolnej poniżej kolana
- III – Osoby z amputacją kończyny górnej
- IV B – Osoby z amputacją obu kończyn górnych

##### Mężczyźni
| Zawodnik                                     | Konkurencja                | Czas      | Pozycja | Źródło |
| -------------------------------------------- | -------------------------- | --------- | ------- | ------ |
| Pertti Sankilampi                            | Bieg na 5 km (I)           | 20:38.0   | złoto   | [ 3 ]  |
| Otto Malkki                                  | Bieg na 5 km (I)           | 21:45.0   | srebro  | [ 3 ]  |
| Tauno Seppaenen                              | Bieg na 5 km (I)           | 21:51.0   | brąz    | [ 3 ]  |
| Kalle Tiusanen                               | Bieg na 5 km (II)          | 21:47.0   | srebro  | [ 4 ]  |
| Erkki Kukkanen                               | Bieg na 5 km (II)          | 22:02.0   | brąz    | [ 4 ]  |
| Wilho Kuttunen                               | Bieg na 5 km (II)          | 23:28.0   | 6.      | [ 4 ]  |
| Teuvo Sahi                                   | Bieg na 5 km (III)         | 19:18.0   | złoto   | [ 5 ]  |
| Aarne Kinnunen                               | Bieg na 5 km (III)         | 22:08.0   | 4.      | [ 5 ]  |
| Pentti Hynninen                              | Bieg na 5 km (III)         | 22:31.0   | 5.      | [ 5 ]  |
| Reino Vesander                               | Bieg na 5 km (IV B)        | 26:02.0   | złoto   | [ 6 ]  |
| Pertti Sankilampi                            | Bieg na 10 km (I)          | 39:19.0   | złoto   | [ 7 ]  |
| Otto Malkki                                  | Bieg na 10 km (I)          | 41:42.0   | srebro  | [ 7 ]  |
| Tauno Seppaenen                              | Bieg na 10 km (I)          | 43:05.0   | brąz    | [ 7 ]  |
| Kalle Tiusanen                               | Bieg na 10 km (II)         | 40:13.0   | srebro  | [ 8 ]  |
| Erkki Kukkanen                               | Bieg na 10 km (II)         | 41:37.0   | brąz    | [ 8 ]  |
| Pekka Tilikainen                             | Bieg na 10 km (II)         | 42:17.0   | 4.      | [ 8 ]  |
| Teuvo Sahi                                   | Bieg na 10 km (III)        | 39:44.0   | złoto   | [ 9 ]  |
| Raimo Hiiri                                  | Bieg na 10 km (III)        | 39:57.0   | brąz    | [ 9 ]  |
| Esa Vavha                                    | Bieg na 10 km (III)        | 41:33.0   | 4.      | [ 9 ]  |
| Reino Vesander                               | Bieg na 10 km (IV B)       | 49:24.0   | złoto   | [ 10 ] |
| Otto Malkki Pertti Sankilampi Kalle Tiusanen | Sztafeta 3x5 km (I-II)     | 56:08.0   | złoto   | [ 11 ] |
| Raimo Hiiri Teuvo Sahi Arvo Stahl            | Sztafeta 3x5 km (III-IV B) | 1:54:27.0 | złoto   | [ 12 ] |

##### Kobiety
| Zawodniczka    | Konkurencja         | Czas    | Pozycja | Źródło |
| -------------- | ------------------- | ------- | ------- | ------ |
| Aino Turpeinen | Bieg na 5 km (III)  | 31:34.0 | srebro  | [ 13 ] |
| Aino Turpeinen | Bieg na 10 km (III) | 57:04.0 | srebro  | [ 14 ] |

#### Osoby niewidome i niedowidzące
Objaśnienie kategorii:
- A – Osoby z całkowitą ślepotą
- B – Osoby z widzeniem na poziomie 10%

##### Mężczyźni
| Zawodnik                                 | Konkurencja                     | Czas      | Pozycja | Źródło |
| ---------------------------------------- | ------------------------------- | --------- | ------- | ------ |
| Mauno Sulisalo                           | Bieg na 10 km (A)               | 47:17.0   | brąz    | [ 15 ] |
| Esko Vainiopaa                           | Bieg na 10 km (A)               | 48:23.0   | 4.      | [ 15 ] |
| Vilho Soutolahti                         | Bieg na 10 km (A)               | 49:21.0   | 7.      | [ 15 ] |
| Martti Juntunen                          | Bieg na 10 km (B)               | 41:24.0   | 4.      | [ 16 ] |
| Matti Ojanen                             | Bieg na 10 km (B)               | 42:12.0   | 5.      | [ 16 ] |
| Manu Laakso                              | Bieg na 10 km (B)               | 45:47.0   | 10.     | [ 16 ] |
| Mauno Sulisalo                           | Bieg na 15 km (A)               | 1:09:41.0 | 5.      | [ 17 ] |
| Vilho Soutolahti                         | Bieg na 15 km (A)               | 1:11:12.0 | 8.      | [ 17 ] |
| Aapo Koskinen                            | Bieg na 15 km (A)               | 1:17:41.0 | 11.     | [ 17 ] |
| Martti Juntunen                          | Bieg na 15 km (B)               | 1:03:20.0 | 6.      | [ 18 ] |
| Matti Ojanen                             | Bieg na 15 km (B)               | 1:04:28.0 | 8.      | [ 18 ] |
| Teuvo Talmia                             | Bieg na 15 km (B)               | 1:08:22.0 | 9.      | [ 18 ] |
| Martti Juntunen Manu Laakso Matti Ojanen | Sztafeta 3x10 km mężczyzn (A-B) | 1:56:42.0 | srebro  | [ 19 ] |

##### Kobiety
| Zawodniczka                                    | Konkurencja           | Czas      | Pozycja | Źródło |
| ---------------------------------------------- | --------------------- | --------- | ------- | ------ |
| Ella Kinnunen                                  | Bieg na 5 km (A)      | 34:38.0   | 7.      | [ 20 ] |
| Matleena Talonen                               | Bieg na 5 km (B)      | 27:12.0   | 4.      | [ 21 ] |
| Sirkka Sulisalo                                | Bieg na 5 km (B)      | 28:38.0   | 6.      | [ 21 ] |
| Ella Kinnunen                                  | Bieg na 10 km (A)     | DNF       | DNF     | [ 22 ] |
| Matleena Talonen                               | Bieg na 10 km (B)     | 51:10.0   | 4.      | [ 23 ] |
| Sirkka Sulisalo                                | Bieg na 10 km (B)     | 54:30.0   | 6.      | [ 23 ] |
| Ella Kinnunen Sirkka Sulisalo Matleena Talonen | Sztafeta 3x5 km (A-B) | 1:17:43.0 | brąz    | [ 24 ] |